# 中保倉村
中保倉村（なかほくらむら）は、かつて新潟県東頸城郡にあった村。

## 沿革
- 1889年（明治22年）4月1日 - 町村制の施行により、東頸城郡虫川村、中猪子田村、小蒲生田村、下猪子田村、上猪子田村及び小谷島村の区域をもって、東頸城郡中保倉村が発足する。
- 1901年（明治34年）11月1日 - 東頸城郡安塚村の区の一部、、月影村、中保倉村及び中川村が合併して、改めて東頸城郡安塚村が発足する。